# ابن الشاط هندیسی
ابومهدی، عیسی بن احمد هَندیسی بجایی شهرت‌یافته به ابنَ الشّاط (؟ - حدود ۱۴۸۵ تا ۱۴۹۵) زبان‌شناس، فقیه و مفتی الجزایری در سدهٔ نهم هجری از اهالی بجایه بود که شرح‌نوشتهٔ او بر صحیح مسلم شهرت دارد.